# Louis Breguet den äldre
Louis François Clement Breguet, född 22 december 1804, död 27 oktober 1883, var en fransk urmakare. Han var sonson till Abraham Breguet och farfar till flygplanskonstruktören Louis Breguet den yngre.
Breguet fortsatte farfaderns verksamhet i Paris och konstruerade en mängd sinnrika instrument för astronomiskt och nautiskt bruk. Han uppfann bland annat 1845 en elektromagnetisk telegrafapparat med två samverkande visare, vilken en tid var flitigt använd vid franska telegrafverket. Hans namn tillhör de 72 som är ingraverade på Eiffeltornet.